# Paul B. Steffen
Paul B. Steffen SVD (* 19. Oktober 1954 in Leutesdorf am Rhein, Rheinland-Pfalz) ist ein römisch-katholischer Theologe, Missionswissenschaftler und Professor für Pastoraltheologie.

## Leben
Anfang 1962 zog seine Familie nach Andernach, wo er seine Schulausbildung fortsetzte. Steffen studierte von 1974 bis 1977 an der Katholischen Hochschule Mainz Praktische Theologie mit dem Abschluss als Dipl.-Religionspädagoge, von 1977 bis 1983 an der Philosophisch-Theologischen Hochschule der SVD in St. Augustin. Von Ende 1983 bis Anfang 1987 arbeitete Steffen in der Pfarrseelsorge im Hochland von Papua-Neuguinea. Von 1987 bis 1992 machte Steffen das Lizentiat und Doktorat in Missionswissenschaft an der Päpstlichen Universität Gregoriana der Jesuiten in Rom.
Seit 20 Jahren unterrichtet Steffen als Missionswissenschaftler und Pastoraltheologe in Papua-Neuguinea, Deutschland, den Philippinen und seit 2002 als Professor an der missionswissenschaftlichen Fakultät (Istituti Affiliati in Missiologia) der Päpstlichen Universität Urbaniana in Rom. Im August 2014 wurde er zum außerordentlichen Professor und ordentlichen Inhaber des Lehrstuhles für missionarische Pastoraltheologie ernannt. Am 1. März 2019 wurde P. Steffen zum ordentlichen Professor ernannt.
Als praktischer Theologe erforscht er in kontextueller Theologie Kleine Christliche Gemeinschaften und pastorale Institute in Asien, Afrika und Ozeanien als Orte der Erneuerung und Bildung, die einen partizipativen und relationalen Ansatz in christlichen Gemeinschaften und Ministerien fördern. Er forscht und publiziert auch zur Kirchengeschichte und Papua-Neuguinea-Mission, insbesondere im Hinblick auf die Steyler Missionare und die Steyler Missionsschwestern auf dem Festland von Neuguinea ab 1896. Er verfasste zahlreiche Artikel im Biographisch-Bibliographischen Kirchenlexikon (BBKL).

## Veröffentlichungen
Monographien
- Missionsbeginn in Neuguinea. Die Anfänge der Rheinischen, Neuendettelsauer und Steyler Missionsarbeit in Neuguinea (= Studia Instituti Missiologici Societatis Verbi Divini. Band 61). Steyler Verlag, Nettetal 1995, ISBN 3-8050-0351-X. (zugleich Dissertation, Gregoriana 1992).
- Centres of Formation and Evangelizing Ministry. Pastoral Institutes in Oceania and Africa (= Studia Instituti Missiologici Societatis Verbi Divini. Band 102). Franz Schmitt Verlag, Siegburg 2014, ISBN 978-3-87710-541-2.

Artikel
- From Church to Mission. Assessment and Perspectives of the Catholic Church in Mainland New Guinea after Its First Hundred Years. In: Divine Word Missionaries in Papua New Guinea 1896–1996. Festschrift (= Verbum SVD. Band 37,1/2). Steyler Verlag, Nettetal 1996, S. 231–258, ISBN 3-8050-0380-3.
- The School and Language Approach of the Divine Word Missionaries in Mainland New Guinea. In: MI-CHA-EL CSMA. 2 (1996), S. 20–58, OCLC 749297397.
- Die katholischen Missionen in Deutsch-Neuguinea. In: Hermann Joseph Hiery (Hrsg.): Die deutsche Südsee. Ein Handbuch. 2. durchgesehene u. verb. Auflage. Schöningh Verlag, Paderborn 2002, ISBN 3-506-73912-3, S. 343–383.
- The Universality of Mission: Methods and Structures of Missionary Migrant Ministry, in: Quaderni Universitari, Pontificio Consiglio della Pastorale per i Migranti e gli Inteneranti, Libreria Editrice Vaticana,  Roma 2008, ISBN 978-88-209-8046-7, S. 88–115.
- Places and Models for Formation and Ministry. Pastoral Institutes in Africa and Asia, Verbum SVD 51, 2010, 4, 423–438, ISSN 0042-3696.
- Migrant Ministry. The Kairos for a Pastoral-Missionary Work, in Verbum SVD 51, 2010, 3., 313–340, ISSN 0042-3696.
- Migrant Youth and the Mission of the Church. A pastoral-theological reflection, in Sedos Bulletin 43-2011-2, S. 76–84, ZDB-ID 307004-9.
- Ein Pionier der katholischen Missionswissenschaft. Theodor Grentrup (1878–1967). Kirchen-, Missions- und Völkerrechtler, in: Mariano Delgado, Michael Sievernich (Hrsg.): Mission und Prophetie in Zeiten der Interkulturalität. Festschrift zum hundertjährigen Bestehen des Internationalen Instituts für missionswissenschaftliche Forschungen 1911–2011, ZMR Sonderband 95–2011, St. Ottilien 2011, EOS, 2011, S. 481–489, ISBN 978-3-8306-7510-5.
- Gli Istituti pastorali dell’Asia e dell’America Latina, in: Nurt SVD 1:131 (2012) 55–77, ZDB-ID 2759120-7.
- Vor achtzig Jahren starb Eberhard Limbrock, der Gründer der Steyler Neuguinea-Mission. In: Verbum SVD. 52: 1–2 (2011), S. 117–122, ISSN 0042-3696.
- Pater Franz Vormann SVD (1868–1929) aus Billerbeck – Mitbegründer der katholischen Mission u. Kirche in Neuguinea, in: Geschichtsblätter des Kreises Coesfeld, Kreisheimatverein Coesfeld (Hg.), 36. Jg. (2011) 105–119, ISSN 0723-2098.
- Von einer Hunsrücker Dienstmagd zu einer Missionsschwester in Brasilien. Der Werdegang der Anna Steffen, Schwester Zachäa (1882–1914) aus Beltheim, in: Hunsrücker Heimatblätter Nr. 148, 54 Jg., März 2012, 469–479, ISSN 0947-1405.
- Witness and Holiness, the Heart of the Life of Saint Joseph Freinademetz of Shandong, in: Studia Missionalia 61 (Roma 2012) 257–392, ISBN 978-88-7839-225-0.
- Lieu de formation pour une pastorale de communion. Gaba, l'institut pastoral pour l’Afrique orientale, in: Sedos Bulletin 44 :3–4 (2012) 70–88, ZDB-ID 307004-9.
- Il Melanesian Institute - la sua missione e il suo ministero pastorale e sociale. in: Nurt SVD, Vol 47, Tom 133, 1 (2013) 73–116, ZDB-ID 2759120-7.
- Die ganzheitliche Evangelisierungsmethode der katholischen Mission und ihr Beitrag zur Landesentwicklung in Papua-Neuguinea. In: Annales Missiologici Posnanienses. Tom 18, 2012, 7–56, ISSN 1731-6170.
- Praktische Missionswissenschaft oder Praktische Theologie mit missionarischer Perspektive? Transformationen der Missionswissenschaft vor und nach dem Zweiten Vatikanischen Konzil auf dem Gebiet der kontextuellen Praktischen Theologie. In: Transformationen der Missionswissenschaft. Festschrift zum 100. Jahrgang der ZMR. Sonderband der Zeitschrift für Missionswissenschaft und Religionswissenschaft 2016, Hrsg. von Mariano Delgado / Michael Sievernich / Klaus Vellguth, EOS Verlag, Sankt Ottilien, 2016, 155–165.
- Stand und Desiderate heutiger missionsgeschichtlicher Forschung. In Schweizerische Zeitschrift für Religions- und Kulturgeschichte (SZRKG) - Revue suisse d'histoire religieuse et culturelle (RSHRC) 110 (2016) 457–470.
- Der Beitrag des Missionars zum Aufbau einer einheimischen Kirche:Seine Herkunft und Ausbildung, seine Motivation, sein Lebensstil und sein Wirken. In: – Traugott Bautz - Bernd Jaspert (Hrsg.): 50 Jahre Biographisch-Bibliographisches Kirchenlexikon ‐ Ein Weg in die Zukunft, Nordhausen: Verlag Traugott Bautz, Nordhausen 2018, ISBN 978-3-95948-351-3, 775–826.
- Die Vernetzung der Pastoralinstitute in Asien: Als Lerngemeinschaft sich den neuen Aufgaben stellen. In Zeitschrift für Missionswissenschaft und Religionswissenschaft 102 (2018) 104 – 113.
- Nurturing Human and Christian Communities, in Lazar, Thanuzraj Stanislaus, SVD/vanThanh Nguyen (Hrsg.): SVD Missionary Discipleship in Glocal Contexts, (Studia Instituti Missiologici SVD - 112), Franz Schmitt Verlag, Siegburg, 2018, 317–329.
- The Mission and Ministry of the East Asian Pastoral Institute for the local churches in Asia and Oceania. In Word and Worship 51 (NBCLC: Bangalore, 2018) 1, 60–83.
- The Long Road to Aggiornamento. Vatican II, the Church in India & the NBCLC, in Towards New Horizons, Sr. Annette Thottakara – Fr. Sagaya John (eds.), The National Biblical, Catechetical & Liturgical Centre, Bangalore 2017, 40–64.